# KH-7 21
KH-7 21 – amerykański satelita rozpoznawczy; dwudziesty pierwszy statek serii KeyHole-7 GAMBIT programu CORONA. Jego zadaniem było wykonywanie wywiadowczych zdjęć Ziemi o rozdzielczości przy gruncie około 46 cm. Z powodu usterki konwertera napięcia stałego pozycja satelity była niestabilna. Orbita statku nie spełniła tym samym kryteriów i misja została uznana za nieudaną. 

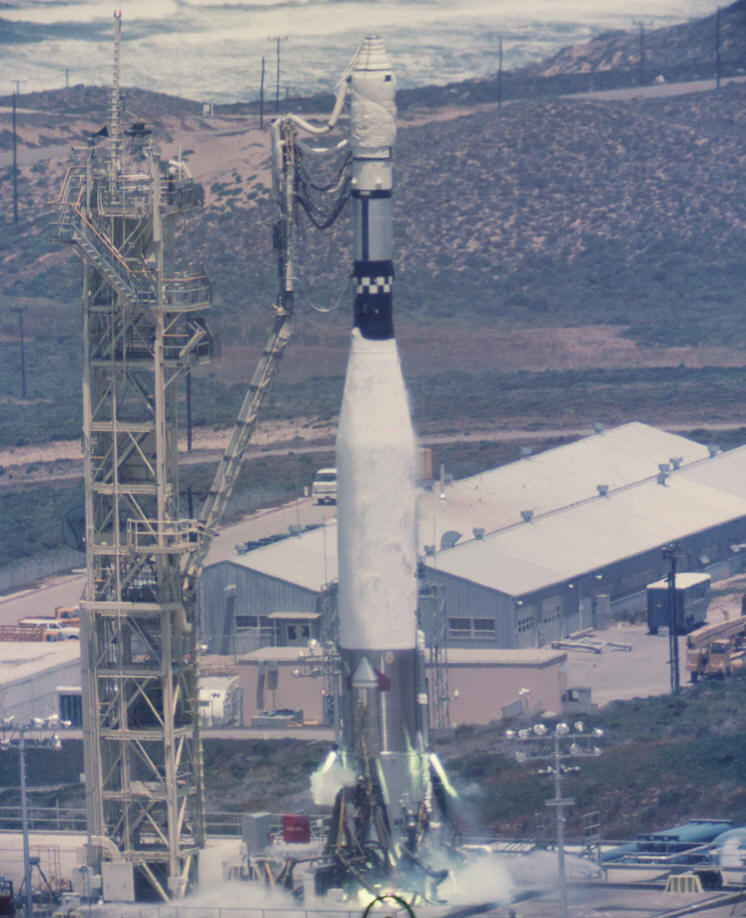
Start rakiety Atlas SLV-3 Agena D z satelitami Hitchhiker 9 i KH-7 19, 25 czerwca 1965.